# William Hamilton (pittore)
William Hamilton (Chelsea, 1751 – Londra, 1801) è stato un pittore inglese.

## Biografia
Formatosi con i fratelli Robert e James Adam, si recò in Italia, dove frequentò la bottega di Antonio Zucchi. Tornato in Inghilterra, produsse ritratti e quadri di soggetto biblico, storico, mitologico e letterario.
Come illustratore realizzò quelle per la Bibbia di Macklin (1791-1800), per i British Poets (1788-99), per le Seasons di Thomson (1797) e per la Storia d'Inghilterra di Bowyer (1806).